# Sinophorus pallidus
Sinophorus pallidus är en stekelart som beskrevs av Sanborne 1984. Sinophorus pallidus ingår i släktet Sinophorus och familjen brokparasitsteklar. Inga underarter finns listade i Catalogue of Life.